# Підкована блоха
Підкована блоха — мікромініатюра Миколи Сядристого.
Блоха в натуральну величину виконана із золота і підкована золотими підківками. Одна з перших робіт майстра.
На обох лапках цієї блохи крізь мікроскоп видно золоті підківки товщиною в п'ять мікрон. Їх ширина дорівнює 60 мікрон (діаметр людської волосини). Розгледіти роботи можна лише під мікроскопом. 
Виставлена в Музеї мікромініатюр Миколи Сядристого в Києві.